# مسابقات قهرمانی ووشو جهان ۲۰۰۵
مسابقات قهرمانی ووشو جهان ۲۰۰۵ هشتمین دوره از مسابقات قهرمانی ووشو جهان است که از ۹ تا ۱۴ سپتامبر در هانوی، ویتنام برگزار گردید. ۵۲۵ ورزشکار ۶۷ کشور در این رویداد شرکت کردند.

## جدول مدال‌ها
| رتبه            | کشور                | طلا | نقره | برنز | مجموع |
| --------------- | ------------------- | --- | ---- | ---- | ----- |
| ۱               | چین                 | ۱۸  | ۱    | ۰    | ۱۹    |
| ۲               | ویتنام              | ۵   | ۸    | ۳    | ۱۶    |
| ۳               | مالزی               | ۴   | ۱    | ۶    | ۱۱    |
| ۴               | فیلیپین             | ۳   | ۱    | ۱    | ۵     |
| ۵               | ماکائو              | ۲   | ۴    | ۲    | ۸     |
| ۶               | هنگ کنگ             | ۲   | ۳    | ۰    | ۵     |
| ۷               | روسیه               | ۲   | ۱    | ۵    | ۸     |
| ۸               | ایران               | ۲   | ۱    | ۲    | ۵     |
| ۹               | تایوان              | ۱   | ۴    | ۴    | ۹     |
| ۱۰              | کرهٔ جنوبی           | ۱   | ۴    | ۲    | ۷     |
| ۱۱              | ایتالیا             | ۱   | ۱    | ۴    | ۶     |
| ۱۲              | هلند                | ۱   | ۰    | ۱    | ۲     |
| ۱۳              | ایالات متحده آمریکا | ۰   | ۲    | ۴    | ۶     |
| ۱۴              | برمه                | ۰   | ۲    | ۱    | ۳     |
| ۱۵              | رومانی              | ۰   | ۲    | ۰    | ۲     |
| ۱۶              | بریتانیای کبیر      | ۰   | ۱    | ۱    | ۲     |
| ۱۷              | ارمنستان            | ۰   | ۱    | ۰    | ۱     |
| ۱۷              | سنگاپور             | ۰   | ۱    | ۰    | ۱     |
| ۱۷              | لبنان               | ۰   | ۱    | ۰    | ۱     |
| ۲۰              | ژاپن                | ۰   | ۰    | ۴    | ۴     |
| ۲۱              | ترکیه               | ۰   | ۰    | ۳    | ۳     |
| ۲۲              | آفریقای جنوبی       | ۰   | ۰    | ۱    | ۱     |
| ۲۲              | اسپانیا             | ۰   | ۰    | ۱    | ۱     |
| ۲۲              | سوئد                | ۰   | ۰    | ۱    | ۱     |
| ۲۲              | سوئیس               | ۰   | ۰    | ۱    | ۱     |
| ۲۲              | فرانسه              | ۰   | ۰    | ۱    | ۱     |
| ۲۲              | نیوزیلند            | ۰   | ۰    | ۱    | ۱     |
| ۲۲              | هند                 | ۰   | ۰    | ۱    | ۱     |
| ۲۲              | کانادا              | ۰   | ۰    | ۱    | ۱     |
| ۲۲              | یمن                 | ۰   | ۰    | ۱    | ۱     |
| مجموع (۳۰ کشور) | مجموع (۳۰ کشور)     | ۴۲  | ۳۹   | ۵۲   | ۱۳۳   |

## جزئیات مدال‌ها

### تالو مردان
| رویداد    | طلا                                       | نقره                                 | برنز                                                       |
| --------- | ----------------------------------------- | ------------------------------------ | ---------------------------------------------------------- |
| Changquan | Yuan Xiaochao · چین                       | Ang Eng Chong · مالزی                | Daisuke Ichikizaki · ژاپن                                  |
| Daoshu    | Fei Bao Xian · هلند                       | Jia Rui · ماکائو                     | Nguyễn Tiến Đạt · ویتنام                                   |
| Gunshu    | Zhao Jie · چین                            | Cheng Chung Hang · هنگ کنگ           | Jia Rui · ماکائو                                           |
| Jianshu   | Lim Yew Fai · مالزی                       | Pyi Wai Phyo · برمه                  | Lai Jian-cheng · تایوان                                    |
| Qiangshu  | Zhang Jidong · چین                        | Nguyễn Văn Cường · ویتنام            | Raúl Estévez · اسپانیا                                     |
| Nanquan   | Zheng Leishi · چین                        | Peng Wei-chua · تایوان               | Pui Fook Chien · مالزی                                     |
| Nandao    | Ho Ro Bin · مالزی                         | طلای مشترک                           | Pui Fook Chien · مالزی                                     |
| Nandao    | Peng Wei-chua · تایوان                    | طلای مشترک                           | Pui Fook Chien · مالزی                                     |
| Nangun    | Cheng Ka Ho · هنگ کنگ                     | طلای مشترک                           | Lee Seung-kuen · کرهٔ جنوبی                                 |
| Nangun    | Pui Fook Chien · مالزی                    | طلای مشترک                           | Lee Seung-kuen · کرهٔ جنوبی                                 |
| Taijiquan | Zhou Bin · چین                            | Jang Young-ho · کرهٔ جنوبی            | Lee Yang · مالزی                                           |
| Taijijian | Lee Jae-hyung · کرهٔ جنوبی                 | Chang Ching-kuei · تایوان            | Lee Yang · مالزی                                           |
| Duilian   | ویتنام · Nguyễn Tiến Đạt · Trần Đức Trọng | میانمار · Pyi Wai Phyo · Aung Si Thu | تایوان · Peng Wei-chua · Hsiao Yung-sheng · Lai Jian-cheng |

### ساندا مردان
| رویداد | طلا                       | نقره                            | برنز                                   |
| ------ | ------------------------- | ------------------------------- | -------------------------------------- |
| ۴۸ ک‌گ  | Rene Catalan · فیلیپین    | Vũ Văn Linh · ویتنام            | Mehmet Haldizoğlu · ترکیه              |
| ۴۸ ک‌گ  | Rene Catalan · فیلیپین    | Vũ Văn Linh · ویتنام            | Mohammed Al-Ashwal · یمن               |
| ۵۲ ک‌گ  | Benjie Rivera · فیلیپین   | Woo Seung-soo · کرهٔ جنوبی       | سلمان ترکی · ایران                     |
| ۵۲ ک‌گ  | Benjie Rivera · فیلیپین   | Woo Seung-soo · کرهٔ جنوبی       | Nguyễn Trí Quân · ویتنام               |
| ۵۶ ک‌گ  | Rexel Nganhayna · فیلیپین | Felix Smoyan · ارمنستان         | Kim Jun-yul · کرهٔ جنوبی                |
| ۵۶ ک‌گ  | Rexel Nganhayna · فیلیپین | Felix Smoyan · ارمنستان         | Phan Anh Yên · ویتنام                  |
| ۶۰ ک‌گ  | Yu Feibiao · چین          | Yoo Jung-sun · کرهٔ جنوبی        | Qin Zhi Jian · ماکائو                  |
| ۶۰ ک‌گ  | Yu Feibiao · چین          | Yoo Jung-sun · کرهٔ جنوبی        | Felix Urudzhev · روسیه                 |
| ۶۵ ک‌گ  | Zhao Guangyong · چین      | Nguyễn Đức Trung · ویتنام       | Jose Palacios · ایالات متحده آمریکا    |
| ۶۵ ک‌گ  | Zhao Guangyong · چین      | Nguyễn Đức Trung · ویتنام       | Yunus Guseinov · روسیه                 |
| ۷۰ ک‌گ  | Xu Yanfei · چین           | Kim Do-hyun · کرهٔ جنوبی         | Maximillion Chen · ایالات متحده آمریکا |
| ۷۰ ک‌گ  | Xu Yanfei · چین           | Kim Do-hyun · کرهٔ جنوبی         | Eduard Folayang · فیلیپین              |
| ۷۵ ک‌گ  | Bian Maofu · چین          | William Mackay · بریتانیای کبیر | Lew Chee Wai · مالزی                   |
| ۷۵ ک‌گ  | Bian Maofu · چین          | William Mackay · بریتانیای کبیر | Francesco De Tulio · ایتالیا           |
| ۸۰ ک‌گ  | Muslim Salikhov · روسیه   | اسلام قربانی · ایران            | Stéphane Attelly · فرانسه              |
| ۸۰ ک‌گ  | Muslim Salikhov · روسیه   | اسلام قربانی · ایران            | Daniele Chiofalo · ایتالیا             |
| ۸۵ ک‌گ  | محمدرضا جعفری · ایران     | Elie Saade · لبنان              | Oliver Hasler · سوئیس                  |
| ۸۵ ک‌گ  | محمدرضا جعفری · ایران     | Elie Saade · لبنان              | Makhach Gadisov · روسیه                |
| ۹۰ ک‌گ  | علی‌اصغر شعبانی · ایران    | Leontin Bocancea · رومانی       | Shane Dobie · کانادا                   |
| ۹۰ ک‌گ  | علی‌اصغر شعبانی · ایران    | Leontin Bocancea · رومانی       | Gajendra Singh · هند                   |
| +۹۰ ک‌گ | Bozigit Ataev · روسیه     | Yang Mingming · چین             | Christiaan van Die · هلند              |
| +۹۰ ک‌گ | Bozigit Ataev · روسیه     | Yang Mingming · چین             | به هیچ‌کس تعلق نگرفت                    |

### تالو زنان
| رویداد    | طلا                               | نقره                                         | برنز                      |
| --------- | --------------------------------- | -------------------------------------------- | ------------------------- |
| Changquan | Cao Jing · چین                    | Jade Xu · ایتالیا                            | Yuki Hiraoka · ژاپن       |
| Daoshu    | Jade Xu · ایتالیا                 | Đàm Thanh Xuân · ویتنام                      | Yulia Chernitsova · روسیه |
| Gunshu    | Đàm Thanh Xuân · ویتنام           | Yulia Chernitsova · روسیه                    | Jade Xu · ایتالیا         |
| Jianshu   | Zhang Chunyan · چین               | Han Jing · ماکائو                            | Chen Shao-chi · تایوان    |
| Qiangshu  | Ma Lingjuan · چین                 | Han Jing · ماکائو                            | نقرهٔ مشترک                |
| Qiangshu  | Ma Lingjuan · چین                 | Nguyễn Thị Mỹ Đức · ویتنام                   | نقرهٔ مشترک                |
| Nanquan   | Mao Yaqi · چین                    | Chen Shao-chi · تایوان                       | Erika Kojima · ژاپن       |
| Nandao    | Huang Yan Hui · ماکائو            | Angie Tsang · هنگ کنگ                        | Swe Swe Thant · برمه      |
| Nangun    | Angie Tsang · هنگ کنگ             | Huang Yan Hui · ماکائو                       | نقرهٔ مشترک                |
| Nangun    | Angie Tsang · هنگ کنگ             | Nguyễn Thị Ngọc Oanh · ویتنام                | نقرهٔ مشترک                |
| Taijiquan | Zhang Fang · چین                  | Fan Man-yun · تایوان                         | Kaya Yamagishi · ژاپن     |
| Taijijian | Chai Fong Ying · مالزی            | طلای مشترک                                   | Liu Yu-chien · تایوان     |
| Taijijian | Bùi Mai Phương · ویتنام           | طلای مشترک                                   | Liu Yu-chien · تایوان     |
| Duilian   | ماکائو · Han Jing · Huang Yan Hui | هنگ کنگ · Law Sum Yin · Amy Wong · Peggie Ho | نقرهٔ مشترک                |
| Duilian   | ماکائو · Han Jing · Huang Yan Hui | سنگاپور · Deng Ying Zhi · Ng Xin Ni          | نقرهٔ مشترک                |

### ساندا زنان
| رویداد | طلا                        | نقره                                 | برنز                              |
| ------ | -------------------------- | ------------------------------------ | --------------------------------- |
| ۴۸ ک‌گ  | Bùi Thị Như Trang · ویتنام | Cristina Toporâşte · رومانی          | Van Milnes · ایالات متحده آمریکا  |
| ۴۸ ک‌گ  | Bùi Thị Như Trang · ویتنام | Cristina Toporâşte · رومانی          | Ding Siew Bee · مالزی             |
| ۵۲ ک‌گ  | Zhang Xiaoyan · چین        | Nguyễn Thùy Ngân · ویتنام            | Ambra Vielmi · ایتالیا            |
| ۵۲ ک‌گ  | Zhang Xiaoyan · چین        | Nguyễn Thùy Ngân · ویتنام            | Sevgi Akçay · ترکیه               |
| ۵۶ ک‌گ  | Zhang Yujie · چین          | Rhea May Rifani · فیلیپین            | راضیه طهماسبی‌فر · ایران           |
| ۵۶ ک‌گ  | Zhang Yujie · چین          | Rhea May Rifani · فیلیپین            | Sarah Ponce · ایالات متحده آمریکا |
| ۶۰ ک‌گ  | Li Junli · چین             | Lê Thị Thoa · ویتنام                 | Ekaterina Nikolaeva · روسیه       |
| ۶۰ ک‌گ  | Li Junli · چین             | Lê Thị Thoa · ویتنام                 | Sümran Sözütek · ترکیه            |
| ۶۵ ک‌گ  | Hà Thị Hạnh · ویتنام       | Tiffany Chen · ایالات متحده آمریکا   | Ebba Lexmark · سوئد               |
| ۶۵ ک‌گ  | Hà Thị Hạnh · ویتنام       | Tiffany Chen · ایالات متحده آمریکا   | Tanya Bowyer · بریتانیای کبیر     |
| ۷۰ ک‌گ  | Sun Hui · چین              | Elaina Maxwell · ایالات متحده آمریکا | Sandra Ackerman · آفریقای جنوبی   |
| ۷۰ ک‌گ  | Sun Hui · چین              | Elaina Maxwell · ایالات متحده آمریکا | Raana-Ellen Mareikura · نیوزیلند  |